# US Open-mesterskabet i herresingle
Herresinglemesterskabet ved US Open i tennis er afviklet hvert år siden 1881. De første mange år til og med 1967 under navnet US National Championships, hvor mesterskabet var forbeholdt amatører. Siden 1968 har turneringen været åben, så både professionelle og amatører kan deltage. Siden 1925 har mesterskabet haft status som grand slam-turnering, og siden 1987 har det været afviklet som årets sidste grand slam-turnering.
Vinderen af mesterskabet modtager en kopi af trofæet i fuld størrelse med hans navn indgraveret. I 2017 modtog vinderen desuden en pengepræmie på $ 3.700.000. Til og med 2016 var der endvidere en bonuspræmie på $ 1.000.000, hvis mesteren også havde besat førstepladsen i US Open Series.
I amatøræraen deler Richard Sears (1881−1887), William Larned (1901−1902, 1907−1911) og Bill Tilden (1920−1925, 1929) rekorden for flest mesterskaber med 7 sejre hver. Fire af Sears' og alle Larneds sejre blev imidlertid vundet, mens formatet med udfordringsrunden var i brug, så de vandt kun turneringen hhv. 3 og 2 gange, hvor de havde spillet sig gennem hele deltagerfeltet. Sears er også indehaver af rekorden for flest titler i træk, idet han vandt alle sine syv titler i turneringens første syv udgaver fra 1881 til 1887. Efter tiden med udfordringsrunder er rekorden seks titler i træk, og den er sat af Bill Tilden (1920−1925).
Siden mesterskabet i 1968 blev åbent for professionelle spillere, har tre spillere vundet turneringen fem gange: Jimmy Connors (1974, 1976, 1978, 1982 og 1983), Pete Sampras (1990, 1993, 1995, 1996 og 2002) og Roger Federer (2004−2008), og Federer har rekoreden for flest titler i træk i den åbne æra: 5.

## Historie
Mesterskabet er tidligere blevet spillet i Newport (1881−1914) og Philadelphia (1921-1923), men i perioden 1915−1920 og siden 1924 er det blevet spillet i New York City. Siden 1978 spilles turneringen i USTA Billie Jean King National Tennis Center. Den første turnering i 1881 var forbeholdt medlemmer af klubber under United States National Lawn Tennis Association (USNLTA), men allerede året efter blev mesterskabet åbnet for udenlandske spillere.
Retningslinjerne for afviklingen af mesterskabet har udviklet sig gennem tiden. Fra 1884 til 1911 var den forsvarende mester direkte kvalificeret til den afgørende kamp om mesterskabet det følgende år, hvilket blev kaldt "udfordringsrunden". Turneringen startede derfor med en "all comers-turnering", hvor resten af de tilmeldte spillede om retten til at udfordre den forsvarende mester i udfordringsrunden. I seks tilfælde − i 1888, 1893, 1898, 1901, 1904 og 1907 − blev vinderen af all comers-turneringen kåret som mester, fordi den forsvarende mester ikke stillede op. Systemet med udfordringsrunden blev afskaffet i forbindelse med mesterskabet i 1912.
Fra 1881 til 1885 blev udfordringsrunden og all comers-finalen spillet bedst af fem sæt, men alle andre kampe i all comers-turneringen blev spillet bedst af tre sæt. Fra og med mesterskabet i 1886 blev formatet med bedst af fem sæt indført i alle kampe. Kampformatet med bedst af tre sæt er siden da tre gange blevet genindført midlertidigt i turneringens første runder: i 1917, i 1943-45 og i 1975-78. Indtil 1884 blev sættene vundet af den spiller, der først vandt seks partier i all comers-turneringen til og med semifinalerne, men i all comers-finalen og udfordringsrunden skulle sættene vindes med mindst to partier. Sidstnævnte format blev indført for alle kampe i 1884 og eksisterede til og med 1969. I 1970 indførtes tie-break som afgørelse i alle sæt, først i sudden death-versionen med bedst af ni point, men siden 1975 i sit nuværende format. US Open er den eneste grand slam-turnering med tie-break i femte sæt, hvilket i øvrigt aldrig er forekommet i finalen.
Underlaget, der spilles på, er blevet ændret to gange. Fra 1881 til 1974 blev mesterskabet spillet på græsbaner. Derefter fulgte en kort periode på tre år, hvor man spillede på grusbaner af typen Har-Tru, inden hardcourt blev indført ved flytningen til USTA National Tennis Center i 1978. Den eneste spiller, der har vundet mesterskabet på alle tre underlag, er Jimmy Connors.

## Finaler
Fra 1884 til 1911 var den forsvarende mester direkte kvalificeret til den afgørende kamp om mesterskabet det følgende år, hvilket blev kaldt "udfordringsrunden". Turneringen startede derfor med en "all comers-turnering", hvor resten af de tilmeldte spillede om retten til at udfordre den forsvarende mester i udfordringsrunden. I seks tilfælde − i 1888, 1893, 1898, 1901, 1904 og 1907 − blev vinderen af all comers-turneringen kåret som mester, fordi den forsvarende mester ikke stillede op. I nedenstående tabel angives resultatet af den kamp, der afgjorde mesterskabet, dvs. resultatet af all comers-finalen, hvis udfordringsrunden ikke blev spillet.
| Herresinglefinaler i US National Championships 1881−1967 |                           |                            |                                   |
| År                                                       | Mester                    | Finalist                   | Finaleresultat                    |
| 1881                                                     | Richard Sears (1)         | William Glyn               | 6−0, 6−3, 6−2                     |
| 1882                                                     | Richard Sears (2)         | Clarence Clark             | 6−1, 6−4, 6−0                     |
| 1883                                                     | Richard Sears (3)         | James Dwight               | 6−2, 6−0, 9−7                     |
| 1884                                                     | Richard Sears (4)         | Howard Taylor              | 6−0, 1−6, 6−0, 6−2                |
| 1885                                                     | Richard Sears (5)         | Godfrey Brinley            | 6−3, 4−6, 6−0, 6−3                |
| 1886                                                     | Richard Sears (6)         | Robert Livingston Beeckman | 4−6, 6−1, 6−3, 6−4                |
| 1887                                                     | Richard Sears (7)         | Henry Slocum Jr.           | 6−1, 6−3, 6−2                     |
| 1888                                                     | Henry Slocum Jr. (1)      | Howard Taylor              | 6−4, 6−1, 6−0                     |
| 1889                                                     | Henry Slocum Jr. (2)      | Quincy Shaw                | 6−3, 6−1, 4−6, 6−2                |
| 1890                                                     | Oliver Campbell (1)       | Henry Slocum Jr.           | 6−2, 4−6, 6−3, 6−1                |
| 1891                                                     | Oliver Campbell (2)       | Clarence Hobart            | 2−6, 7−5, 7−9, 6−1, 6−2           |
| 1892                                                     | Oliver Campbell (3)       | Frederick Hovey            | 7−5, 3−6, 6−3, 7−5                |
| 1893                                                     | Robert Wrenn (1)          | Frederick Hovey            | 6−4, 3−6, 6−4, 6−4                |
| 1894                                                     | Robert Wrenn (2)          | Manliffe Goodbody          | 6−8, 6−1, 6−4, 6−4                |
| 1895                                                     | Frederick Hovey (1)       | Robert Wrenn               | 6−3, 6−2, 6−4                     |
| 1896                                                     | Robert Wrenn (3)          | Frederick Hovey            | 7−5, 3−6, 6−0, 1−6, 6−1           |
| 1897                                                     | Robert Wrenn (4)          | Wilberforce Eaves          | 4−6, 8−6, 6−3, 2−6, 6−2           |
| 1898                                                     | Malcolm Whitman (1)       | Dwight F. Davis            | 3−6, 6−2, 6−2, 6−1                |
| 1899                                                     | Malcolm Whitman (2)       | Jahial Parmly Paret        | 6−1, 6−2, 3−6, 7−5                |
| 1900                                                     | Malcolm Whitman (3)       | William Larned             | 6−4, 1−6, 6−2, 6−2                |
| 1901                                                     | William Larned (1)        | Beals Wright               | 6−2, 6−8, 6−4, 6−4                |
| 1902                                                     | William Larned (2)        | Reginald Doherty           | 4−6, 6−2, 6−4, 8−6                |
| 1903                                                     | Laurence Doherty (1)      | William Larned             | 6−0, 6−3, 10−8                    |
| 1904                                                     | Holcombe Ward (1)         | William Clothier           | 10−8, 6−4, 9−7                    |
| 1905                                                     | Beals Wright (1)          | Holcombe Ward              | 6−2, 6−1, 11−9                    |
| 1906                                                     | William Clothier (1)      | Beals Wright               | 6−3, 6−0, 6−4                     |
| 1907                                                     | William Larned (3)        | Robert LeRoy               | 6−2, 6−2, 6−4                     |
| 1908                                                     | William Larned (4)        | Beals Wright               | 6−1, 6−2, 8−6                     |
| 1909                                                     | William Larned (5)        | William Clothier           | 6−1, 6−2, 5−7, 1−6, 6−1           |
| 1910                                                     | William Larned (6)        | Tom Bundy                  | 6−1, 5−7, 6−0, 6−8, 6−1           |
| 1911                                                     | William Larned (7)        | Maurice McLoughlin         | 6−4, 6−4, 6−2                     |
| 1912                                                     | Maurice McLoughlin (1)    | Wallace F. Johnson         | 3−6, 2−6, 6−2, 6−4, 6−2           |
| 1913                                                     | Maurice McLoughlin (2)    | R. Norris Williams         | 6−4, 5−7, 6−3, 6−1                |
| 1914                                                     | R. Norris Williams (1)    | Maurice McLoughlin         | 6−3, 8−6, 10−8                    |
| 1915                                                     | Bill Johnston (1)         | Maurice McLoughlin         | 1−6, 6−0, 7−5, 10−8               |
| 1916                                                     | R. Norris Williams (2)    | Bill Johnston              | 4−6, 6−4, 0−6, 6−2, 6−4           |
| 1917                                                     | Robert Lindley Murray (1) | Nathaniel Niles            | 5−7, 8−6, 6−3, 6−3                |
| 1918                                                     | Robert Lindley Murray (2) | Bill Tilden                | 6−3, 6−1, 7−5                     |
| 1919                                                     | Bill Johnston (2)         | Bill Tilden                | 6−4, 6−4, 6−3                     |
| 1920                                                     | Bill Tilden (1)           | Bill Johnston              | 6−1, 1−6, 7−5, 5−7, 6−3           |
| 1921                                                     | Bill Tilden (2)           | Wallace F. Johnson         | 6−1, 6−3, 6−1                     |
| 1922                                                     | Bill Tilden (3)           | Bill Johnston              | 4−6, 3−6, 6−2, 6−3, 6−4           |
| 1923                                                     | Bill Tilden (4)           | Bill Johnston              | 6−4, 6−1, 6−4                     |
| 1924                                                     | Bill Tilden (5)           | Bill Johnston              | 6−1, 9−7, 6−2                     |
| 1925                                                     | Bill Tilden (6)           | Bill Johnston              | 4−6, 11−9, 6−3, 4−6, 6−3          |
| 1926                                                     | René Lacoste (1)          | Jean Borotra               | 6−4, 6−0, 6−4                     |
| 1927                                                     | René Lacoste (2)          | Bill Tilden                | 11−9, 6−3, 11−9                   |
| 1928                                                     | Henri Cochet (1)          | Francis Hunter             | 4−6, 6−4, 3−6, 7−5, 6−3           |
| 1929                                                     | Bill Tilden (7)           | Francis Hunter             | 3−6, 6−3, 4−6, 6−2, 6−4           |
| 1930                                                     | John Doeg (1)             | Frank Shields              | 10−8, 1−6, 6−4, 16−14             |
| 1931                                                     | Ellsworth Vines (1)       | George Lott                | 7−9, 6−3, 9−7, 7−5                |
| 1932                                                     | Ellsworth Vines (2)       | Henri Cochet               | 6−4, 6−4, 6−4                     |
| 1933                                                     | Fred Perry (1)            | Jack Crawford              | 6−3, 11−13, 4−6, 6−0, 6−1         |
| 1934                                                     | Fred Perry (2)            | Wilmer Allison             | 6−4, 6−3, 3−6, 1−6, 8−6           |
| 1935                                                     | Wilmer Allison (1)        | Sidney Wood                | 6−2, 6−2, 6−3                     |
| 1936                                                     | Fred Perry (3)            | Don Budge                  | 2−6, 6−2, 8−6, 1−6, 10−8          |
| 1937                                                     | Don Budge (1)             | Gottfried von Cramm        | 6−1, 7−9, 6−1, 3−6, 6−1           |
| 1938                                                     | Don Budge (2)             | Gene Mako                  | 6−3, 6−8, 6−2, 6−1                |
| 1939                                                     | Bobby Riggs (1)           | Welby Van Horn             | 6−4, 6−2, 6−4                     |
| 1940                                                     | Don McNeill (1)           | Bobby Riggs                | 4−6, 6−8, 6−3, 6−3, 7−5           |
| 1941                                                     | Bobby Riggs (2)           | Frank Kovacs               | 5−7, 6−1, 6−3, 6−3                |
| 1942                                                     | Ted Schroeder (1)         | Frank Parker               | 8−6, 7−5, 3−6, 4−6, 6−2           |
| 1943                                                     | Joe Hunt (1)              | Jack Kramer                | 6−3, 6−8, 10−8, 6−0               |
| 1944                                                     | Frank Parker (1)          | Bill Talbert               | 6−4, 3−6, 6−3, 6−3                |
| 1945                                                     | Frank Parker (2)          | Bill Talbert               | 14−12, 6−1, 6−2                   |
| 1946                                                     | Jack Kramer (1)           | Tom Brown                  | 9−7, 6−3, 6−0                     |
| 1947                                                     | Jack Kramer (1)           | Frank Parker               | 4−6, 2−6, 6−1, 6−0, 6−3           |
| 1948                                                     | Pancho Gonzales (1)       | Eric Sturgess              | 6−2, 6−3, 14−12                   |
| 1949                                                     | Pancho Gonzales (2)       | Ted Schroeder              | 16−18, 2−6, 6−1, 6−2, 6−4         |
| 1950                                                     | Art Larsen (1)            | Herbert Flam               | 6−3, 4−6, 5−7, 6−4, 6−3           |
| 1951                                                     | Frank Sedgman (1)         | Vic Seixas                 | 6−4, 6−1, 6−1                     |
| 1952                                                     | Frank Sedgman (2)         | Gardnar Mulloy             | 6−1, 6−2, 6−3                     |
| 1953                                                     | Tony Trabert (1)          | Vic Seixas                 | 6−3, 6−2, 6−3                     |
| 1954                                                     | Vic Seixas (1)            | Rex Hartwig                | 3−6, 6−2, 6−4, 6−4                |
| 1955                                                     | Tony Trabert (2)          | Ken Rosewall               | 9−7, 6−3, 6−3                     |
| 1956                                                     | Ken Rosewall (1)          | Lew Hoad                   | 4−6, 6−2, 6−3, 6−3                |
| 1957                                                     | Malcolm Anderson (1)      | Ashley Cooper              | 10−8, 7−5, 6−4                    |
| 1958                                                     | Ashley Cooper (1)         | Malcolm Anderson           | 6−2, 3−6, 4−6, 10−8, 8−6          |
| 1959                                                     | Neale Fraser (1)          | Alex Olmedo                | 6−3, 5−7, 6−2, 6−4                |
| 1960                                                     | Neale Fraser (2)          | Rod Laver                  | 6−4, 6−4, 9−7                     |
| 1961                                                     | Roy Emerson (1)           | Rod Laver                  | 7−5, 6−3, 6−2                     |
| 1962                                                     | Rod Laver (1)             | Roy Emerson                | 6−2, 6−4, 5−7, 6−4                |
| 1963                                                     | Rafael Osuna (1)          | Frank Froehling            | 7−5, 6−4, 6−2                     |
| 1964                                                     | Roy Emerson (2)           | Fred Stolle                | 6−4, 6−2, 6−4                     |
| 1965                                                     | Manuel Santana (1)        | Cliff Drysdale             | 6−2, 7−9, 7−5, 6−1                |
| 1966                                                     | Fred Stolle (1)           | John Newcombe              | 4−6, 12−10, 6−3, 6−4              |
| 1967                                                     | John Newcombe (1)         | Clark Graebner             | 6−4, 6−4, 8−6                     |
| Herresinglefinaler i US Open fra 1968                    |                           |                            |                                   |
| År                                                       | Mester                    | Finalist                   | Finaleresultat                    |
| 1968                                                     | Arthur Ashe (1)           | Tom Okker                  | 14−12, 5−7, 6−3, 3−6, 6−3         |
| 1969                                                     | Rod Laver (2)             | Tony Roche                 | 7−9, 6−1, 6−2, 6−2                |
| 1970                                                     | Ken Rosewall (2)          | Tony Roche                 | 2−6, 6−4, 7−6(5−2), 6−3           |
| 1971                                                     | Stan Smith (1)            | Jan Kodeš                  | 3−6, 6−3, 6−2, 7−6(5−3)           |
| 1972                                                     | Ilie Năstase (1)          | Arthur Ashe                | 3−6, 6−3, 6−7(1−5), 6−4, 6−3      |
| 1973                                                     | John Newcombe (2)         | Jan Kodeš                  | 6−4, 1−6, 4−6, 6−2, 6−3           |
| 1974                                                     | Jimmy Connors (1)         | Ken Rosewall               | 6−1, 6−0, 6−1                     |
| 1975                                                     | Manuel Orantes (1)        | Jimmy Connors              | 6−4, 6−3, 6−3                     |
| 1976                                                     | Jimmy Connors (2)         | Björn Borg                 | 6−4, 3−6, 7−6(11−9), 6−4          |
| 1977                                                     | Guillermo Vilas (1)       | Jimmy Connors              | 2−6, 6−3, 7−6(7−4), 6−0           |
| 1978                                                     | Jimmy Connors (3)         | Björn Borg                 | 6−4, 6−2, 6−2                     |
| 1979                                                     | John McEnroe (1)          | Vitas Gerulaitis           | 7−5, 6−3, 6−3                     |
| 1980                                                     | John McEnroe (2)          | Björn Borg                 | 7−6(7−4), 6−1, 6−7(5−7), 5−7, 6−4 |
| 1981                                                     | John McEnroe (3)          | Björn Borg                 | 4−6, 6−2, 6−4, 6−3                |
| 1982                                                     | Jimmy Connors (4)         | Ivan Lendl                 | 6−3, 6−2, 4−6, 6−4                |
| 1983                                                     | Jimmy Connors (5)         | Ivan Lendl                 | 6−3, 6−7(2−7), 7−5, 6−0           |
| 1984                                                     | John McEnroe (4)          | Ivan Lendl                 | 6−3, 6−4, 6−1                     |
| 1985                                                     | Ivan Lendl (1)            | John McEnroe               | 7−6(7−1), 6−3, 6−4                |
| 1986                                                     | Ivan Lendl (2)            | Miloslav Mečíř             | 6−4, 6−2, 6−0                     |
| 1987                                                     | Ivan Lendl (3)            | Mats Wilander              | 6−7(7−9), 6−0, 7−6(7−4), 6−4      |
| 1988                                                     | Mats Wilander (1)         | Ivan Lendl                 | 6−4, 4−6, 6−3, 5−7, 6−4           |
| 1989                                                     | Boris Becker (1)          | Ivan Lendl                 | 7−6(7−2), 1−6, 6−3, 7−6(7−4)      |
| 1990                                                     | Pete Sampras (1)          | Andre Agassi               | 6−4, 6−3, 6−2                     |
| 1991                                                     | Stefan Edberg (1)         | Jim Courier                | 6−2, 6−4, 6−0                     |
| 1992                                                     | Stefan Edberg (2)         | Pete Sampras               | 3−6, 6−4, 7−6(7−5), 6−2           |
| 1993                                                     | Pete Sampras (2)          | Cédric Pioline             | 6−4, 6−4, 6−3                     |
| 1994                                                     | Andre Agassi (1)          | Michael Stich              | 6−1, 7−6(7−5), 7−5                |
| 1995                                                     | Pete Sampras (3)          | Andre Agassi               | 6−4, 6−3, 4−6, 7−5                |
| 1996                                                     | Pete Sampras (4)          | Michael Chang              | 6−1, 6−4, 7−6(7−3)                |
| 1997                                                     | Patrick Rafter (1)        | Greg Rusedski              | 6−3, 6−2, 4−6, 7−5                |
| 1998                                                     | Patrick Rafter (2)        | Mark Philippoussis         | 6−3, 3−6, 6−2, 6−0                |
| 1999                                                     | Andre Agassi (2)          | Todd Martin                | 6−4, 6−7(5−7), 6−7(2−7), 6−3, 6−2 |
| 2000                                                     | Marat Safin (1)           | Pete Sampras               | 6−4, 6−3, 6−3                     |
| 2001                                                     | Lleyton Hewitt (1)        | Pete Sampras               | 7−6(7−4), 6−1, 6−1                |
| 2002                                                     | Pete Sampras (5)          | Andre Agassi               | 6−3, 6−4, 5−7, 6−4                |
| 2003                                                     | Andy Roddick (1)          | Juan Carlos Ferrero        | 6−3, 7−6(7−2), 6−3                |
| 2004                                                     | Roger Federer (1)         | Lleyton Hewitt             | 6−0, 7−6(7−3), 6−0                |
| 2005                                                     | Roger Federer (2)         | Andre Agassi               | 6−3, 2−6, 7−6(7−1), 6−1           |
| 2006                                                     | Roger Federer (3)         | Andy Roddick               | 6−2, 4−6, 7−5, 6−1                |
| 2007                                                     | Roger Federer (4)         | Novak Djokovic             | 7−6(7−4), 7−6(7−2), 6−4           |
| 2008                                                     | Roger Federer (5)         | Andy Murray                | 6−2, 7−5, 6−2                     |
| 2009                                                     | Juan Martín del Potro (1) | Roger Federer              | 3−6, 7−6(7−5), 4−6, 7−6(7−4), 6−2 |
| 2010                                                     | Rafael Nadal (1)          | Novak Djokovic             | 6−4, 5−7, 6−4, 6−2                |
| 2011                                                     | Novak Djokovic (1)        | Rafael Nadal               | 6−2, 6−4, 6−7(3−7), 6−1           |
| 2012                                                     | Andy Murray (1)           | Novak Djokovic             | 7−6(12−10), 7−5, 2−6, 3−6, 6−2    |
| 2013                                                     | Rafael Nadal (2)          | Novak Djokovic             | 6−2, 3−6, 6−4, 6−1                |
| 2014                                                     | Marin Čilić (1)           | Kei Nishikori              | 6−3, 6−3, 6−3                     |
| 2015                                                     | Novak Djokovic (2)        | Roger Federer              | 6−4, 5−7, 6−4, 6−4                |
| 2016                                                     | Stan Wawrinka (1)         | Novak Djokovic             | 6−7(1−7), 6−4, 7−5, 6−3           |
| 2017                                                     | Rafael Nadal (3)          | Kevin Anderson             | 6−3, 6−3, 6−4                     |
| 2018                                                     | Novak Djokovic (3)        | Juan Martín del Potro      | 6−3, 7−6(7−4), 6−3                |
| 2019                                                     | Rafael Nadal (4)          | Daniil Medvedev            | 7−5, 6−3, 5−7, 4−6, 6−4           |
| 2020                                                     | Dominic Thiem (1)         | Alexander Zverev           | 2−6, 4−6, 6−4, 6−3, 7−6(8−6)      |
| 2021                                                     | Daniil Medvedev (1)       | Novak Djokovic             | 6−4, 6−4, 6−4                     |
| 2022                                                     | Carlos Alcaraz (1)        | Casper Ruud                | 6−4, 2−6, 7−6(1), 6−3             |
| 2023                                                     | Novak Djokovic (4)        | Daniil Medvedev            | 6−3, 7−6(5), 6−3                  |
| 2024                                                     | Jannik Sinner (1)         | Taylor Fritz               | 6−3, 6−4, 7−5                     |

## Statistik

### Flest titler
| *Kun for medlemmer af USNLTA-klubber |
| Titel forsvaret i udfordringsrunden  |

| Spiller            | Antal titler | Antal titler | Antal titler | År                                        |
| Spiller            | Amatøræra    | Åben æra     | Total        | År                                        |
| ------------------ | ------------ | ------------ | ------------ | ----------------------------------------- |
| William Larned     | 7            | 0            | 7            | 1901, 1902, 1907, 1908, 1909, 1910, 1911  |
| Richard Sears      | 7            | 0            | 7            | 1881*, 1882, 1883, 1884, 1885, 1886, 1887 |
| Bill Tilden        | 7            | 0            | 7            | 1920, 1921, 1922, 1923, 1924, 1925, 1929  |
| Jimmy Connors      | 0            | 5            | 5            | 1974, 1976, 1978, 1982, 1983              |
| Pete Sampras       | 0            | 5            | 5            | 1990, 1993, 1995, 1996, 2002              |
| Roger Federer      | 0            | 5            | 5            | 2004, 2005, 2006, 2007, 2008              |
| John McEnroe       | 0            | 4            | 4            | 1979, 1980, 1981, 1984                    |
| Robert Wrenn       | 4            | 0            | 4            | 1893, 1894, 1896, 1897                    |
| Rafael Nadal       | 0            | 4            | 4            | 2010, 2013, 2017, 2019                    |
| Novak Djokovic     | 0            | 4            | 4            | 2011, 2015, 2018, 2023                    |
| Oliver Campbell    | 3            | 0            | 3            | 1890, 1891, 1892                          |
| Ivan Lendl         | 0            | 3            | 3            | 1985, 1986, 1987                          |
| Fred Perry         | 3            | 0            | 3            | 1933, 1934, 1936                          |
| Malcolm Whitman    | 3            | 0            | 3            | 1898, 1899, 1900                          |
| Andre Agassi       | 0            | 2            | 2            | 1994, 1999                                |
| Don Budge          | 2            | 0            | 2            | 1937, 1938                                |
| Stefan Edberg      | 0            | 2            | 2            | 1991, 1992                                |
| Roy Emerson        | 2            | 0            | 2            | 1961, 1964                                |
| Neale Fraser       | 2            | 0            | 2            | 1959, 1960                                |
| Pancho Gonzales    | 2            | 0            | 2            | 1948, 1949                                |
| Bill Johnston      | 2            | 0            | 2            | 1915, 1919                                |
| Jack Kramer        | 2            | 0            | 2            | 1946, 1947                                |
| René Lacoste       | 2            | 0            | 2            | 1926, 1927                                |
| Rod Laver          | 1            | 1            | 2            | 1962, 1969                                |
| Maurice McLoughlin | 2            | 0            | 2            | 1912, 1913                                |
| Lindley Murray     | 2            | 0            | 2            | 1917, 1918                                |
| John Newcombe      | 1            | 1            | 2            | 1967, 1973                                |
| Frank Parker       | 2            | 0            | 2            | 1944, 1945                                |
| Patrick Rafter     | 0            | 2            | 2            | 1997, 1998                                |
| Bobby Riggs        | 2            | 0            | 2            | 1939, 1941                                |
| Ken Rosewall       | 1            | 1            | 2            | 1956, 1970                                |
| Frank Sedgman      | 2            | 0            | 2            | 1951, 1952                                |
| Henry Slocum Jr.   | 2            | 0            | 2            | 1888, 1889                                |
| Tony Trabert       | 2            | 0            | 2            | 1953, 1955                                |
| Ellsworth Vines    | 2            | 0            | 2            | 1931, 1932                                |
| R. Norris Williams | 2            | 0            | 2            | 1914, 1916                                |